# Сан-Естеван (Беліз)
Сан-Естеван (англ. San Estevan) — поселення на північному заході Белізу, в окрузі Ориндж-Волк, на північний схід від адміністративного центру краю.

## Розташування
Сан-Естеван знаходиться на низовині Юкатанської платформи в серединній частині Белізу. Місцевість навколо Сан-Естевана рівнинна, помережена невеличкими річками та болотяними озерцями, а село стоїть
на березі головної водної артерії округу — повноводної річки Ріо-Нуево (Rio Nuevo).

## Населення
Населення за даними на 2010 рік становить 1661 осіб. З етнічної точки зору, населення — це суміш: майя, метисів та креолів.
| Рік       | 2000 | 2010 |
| --------- | ---- | ---- |
| Населення | 1479 | 1661 |

## Клімат
Сан-Естеван знаходиться у зоні тропічного мусонного клімату. Середньорічна температура становить +24 °C. Найспекотніший місяць квітень, коли середня температура становить +26 °C. Найхолодніший місяць січень, з середньою температурою +21 °С. Середньорічна кількість опадів становить 3261 міліметрів. Найбільше опадів випадає у жовтні, в середньому 404 мм опадів, самий сухий квітень, з 46 мм опадів.